# Juan Carlos Yoldi
Juan Carlos Yoldi Múgica (Atáun, Guipúzcoa, 1963) es un abogado español, exparlamentario de Herri Batasuna y exterrorista de ETA.

## Biografía

### Juventud
Juan Carlos Yoldi nació en la localidad guipuzcoana de Ataun en el seno de una familia baserritarra y abertzale.
Con 15 años Yoldi fue protagonista de un fatal suceso que apareció en los medios de comunicación de todo el país. Un joven de su misma edad llamado Fermín Arratíbel apareció muerto en el monte cerca de Ataun después de que sus amigos dieran aviso de que se había matado accidentalmente mientras manipulaba una pistola en el monte. Los cuatro jóvenes que se encontraban junto al fallecido en el momento del accidente se dieron a la fuga y entre ellos se encontraba Juan Carlos Yoldi. Aunque inicialmente se consideró en los medios policiales y de prensa la hipótesis de que los jóvenes integraban un comando juvenil de ETA que se estaba entrenando en el momento del accidente, tras entregarse estos voluntariamente una semana más tarde se dio por buena la explicación que dieron estos de que habían encontrado la pistola en una cueva y que uno de ellos había matado accidentalmente a Fermín jugando con la pistola. El caso fue archivado al ser todos los implicados menores.
En los años siguientes estudió formación profesional en el instituto de Beasáin, pero no llegó a ejercer su oficio de ajustador, ya que se dedicó a las labores agrícolas del caserío de su familia.

### Detención y candidatura a lendakari
En junio de 1985 Yoldi reapareció en los medios de comunicación, ya que fue detenido como presunto integrante de un comando de ETA, que había cometido atentados terroristas contra infraestructuras ferroviarias en la comarca guipuzcoana del Goyerri.
Estando en prisión preventiva fue incluido en las listas electorales de Herri Batasuna al Parlamento Vasco y fue elegido parlamentario vasco por Guipúzcoa en las elecciones autonómicas de 1986. Fue presentado como candidato a lendakari por Herri Batasuna, siendo el único contrincante del futuro lendakari José Antonio Ardanza (PNV) en la sesión de investidura. 
El 'caso Yoldi' fue motivo a principios de 1987 de cierta polémica jurídico-política; en primer lugar sobre si se le debería permitir salir de la cárcel para acudir a la sesión de investidura y posteriormente sobre que juzgado debía tener competencias para juzgarle: si el Tribunal Superior del País Vasco, que había iniciado ya su caso, o el Tribunal Supremo que es el que de ordinario debe juzgar a los aforados.
Tras retrasarse precisamente la sesión de investidura hasta que la judicatura tomara una decisión al respecto, Yoldi fue autorizado a abandonar bajo custodia la cárcel y acudir a la sesión de investidura donde su candidatura no obtuvo ningún voto. Inmediatamente regresó a la cárcel y no volvió a ninguna otra sesión del Parlamento.
El 10 de junio de 1987 fue condenado a 25 años de cárcel por integración en banda armada, depósito de armas de guerra y estragos con resultado de lesiones graves. En abril de 1988 su sentencia pasó a ser firme y tuvo que ceder su puesto como parlamentario a su compañero de partido José Luis Elkoro.

### Salida de prisión
Tras pasar 16 años en la cárcel fue liberado a comienzos de la década de 2000. Durante su cautiverio obtuvo el título de Derecho y desde su liberación ejerce como abogado. 
Su hermana Sagrario fue extradita a España desde México en 2001 por colaboración con ETA.
Con posterioridad, Juan Carlos Yoldi ha figurado en alguna de las candidaturas ilegalizadas de la izquierda abertzale y ha aparecido como representante y abogado de Torturaren Aurkako Taldea (Asociación contra la tortura).